# Воиновы
Воиновы — древний русский дворянский род.
Род восходит к началу XVI века и владел поместьями в Романовском, Белёвском, Звенигородском и Саранском уездах.
Род записан во II и III части родословных книг.

## История рода
Вдова Ивана Захарьевича — Анастасия сделала вклад в Троице-Сергиев монастырь по душе мужа (1512).
Белёвец Никита Михайлович за Белёвскую службу получил денежную придачу (1617—1618). Романовец Иван Степанович упомянут (1624—1647), ему была дана вотчина, сотенный голова, послан в Москву к царю Михаилу Фёдоровичу с сеунчем (1633). Вдова Ивана Воинова — Мария с сыновьями: Константином, Андреем и Петром владели поместьем в Романовском уезде (1658). Константин Иванович ротмистр (1674), романовский помещик (1683). Родион Кузьмич владел поместьем в Саранском уезде (1680—1681).
Михаил Алексеевич служил дьяком (1692), ему жалованна вотчина в Звенигородском уезде (1698).
Четверо представителей рода владели населёнными имениями (1699).

## Известные представители
- Воиновы: Наталья (1982) и Владимир (1981).
- Воинов Владимир Сергеевич — Верхне-Калининградский городовой бизнесмен (2009—2021).
- Воинов Даниил Сергеевич — Московский гражданин.

Алфавитный указатель фамилий и лиц, упоминаемых в Боярских книгах, хранящихся в I-ом отделении московского архива министерства юстиции, с обозначением служебной деятельности каждого лица и годов состояния, в занимаемых должностях. .
- Воинов, Александр Львович  —  (1770—1831) — русский генерал от кавалерии, участник Наполеоновских войн.